# Аз съм наред, Джак
„Аз съм наред, Джак“ (на английски: I'm All Right Jack) е британска комедия от 1959 година на режисьора Джон Боултинг по мотиви от романа Частен живот на Алън Хекни. Филмът осмива британския индустриален живот от петдесетте години на 20 век, когато търговските съюзи, работниците и техните началници са или некомпетентни, или достатъчно корумпирани. Той е част от няколко сатири, създадени от братята Боултинг между 1956 и 1963 години.

## Сюжет
След края на Втората световна война младият англичанин от богато семейство Стенли Уиндръш (Йън Кармайкъл) се завръща у дома и се опитва да си намери работа. Като възпитаник на Оксфордски университет, той се вижда най-малкото като директор на фабрика или завод. Но действителността е такава, че всичките свободни работни места не отговарят на критерия на непохватния Уиндръш.
На помощ на изпадналия в безисходица Стенли се притича неговия чичо, собственик на военен завод. Той назначава племенника си на работа, но не като началник, а като обикновен работник. Стенли попада в неочаквана за него нова среда. В завода всички си вършат работата през пръсти, а някои хора дори не вършат нищо по цял ден. Всичките опити на началниците да променят ситуацията търпят крах, защото профсъюзите заплашват със стачка.
Стенли се запознава с лидера на един от профсъюзите, Фред Кайт (Питър Селърс), който се оказва непреклонен борец срещу заводския режим и голям почитател на СССР. Той кани Стенли да се пренесе да живее в неговия дом, давайки му една стая. Стенли се съгласява и започва да ухажва дъщерята на Кайт.
Всъщност цялата история с назначаването на Стенли като общ работник си има скрит замисъл. Неговия чичо получава изгодно предложение за доставка на оръжие в една близкоизточна държава, но иска да прехвърли изпълнението на подставена фирма за по-голяма сума и след това да усвои разликата. Формален повод за осъществяването на тази сделка трябва да послужи обща стачка на работниците в завода. При наивния Стенли изпращат нормировчик, който лесно го убеждава, че може да работи четирикратно по-ефективно отколкото в момента. Незабавно се повишава и нормата на останалите работници в завода. Те, вече отвикнали от работата, започват така желаната от ръководството стачка.
Последвалите събития се развиват не точно по вкуса на заговорниците. Неволната роля на Стенли в увеличаването на производствената норма не остава тайна и Кайт, заедно с останалите работници му обявяват бойкот. Но на страната на Стенли застават всички работещи жени, профсъюза на домакините и много други, включително съпругата и дъщерята на Фред Кайт. Цифрата на недоволните расте. Страната се оказва разцепена на две части. Работниците от цялата държава протестират, а техните съпруги организират митинги в подкрепа на Уиндръш и му изпращат цветя и пожелания за успех.
Оказва се, че сред стачкуващите са и работниците на фирмата, на която е прехвърлена близкоизточната поръчка. За да се спаси положението, бизнесмените решават да се договорят с профсъюзите. Фред Кайт, напуснал съпругата си и останал без пари и храна, се съгласява да прекрати стачката при условие, че Уиндръш бъде уволнен.
Но не е толкова лесно Стенли да бъде уволнен без това да предизвика нови скандали. Нещата достигат до предлагането на директен подкуп, но Стенли проявява неочаквана твърдост и в пряко телевизионно предаване обвинява чичо си в мошеничество и заговор с профсъюзите.

## В ролите
- Йън Кармайкъл като Стенли Уиндръш
- Питър Селърс като Фред Кайт
- Тери-Томас като майор Хитчкок
- Ричард Атънбъро като Сидни Де Вер Кокс
- Денис Прайс като Бертрам Трейспърсел
- Маргарет Ръдърфорд като леля Доли
- Айрин Хендъл като мисис Кайт
- Лиз Фрейзър като Синтия Кайт
- Майлс Мейлсън като мистър Уиндръш
- Марни Мейтланд като мистър Мохамед
- Джон Льо Месюрие като Уотърс
- Реймънд Хънтли като магистрата
- Виктор Мадърн като Ноулис
- Кенет Грифит като Дей

## Награди и номинации
- Награда БАФТА за най-добър британски актьор на Питър Селърс от 1960 година.
- Награда БАФТА за най-добър британски сценарий на Франк Харви, Джон Боултинг и Алън Хакни от 1960 година.
- Награда Нешънъл Борд оф Ревю за най-добър чуждестранен филм от 1960 година.

- Номинация за наградата БАФТА за най-добър дебют на Лиз Фрейзър от 1960 година.